# Colonia los Pinos, Oaxaca
Colonia los Pinos är en ort i Mexiko.   Den ligger i kommunen San Pedro Teutila och delstaten Oaxaca, i den sydöstra delen av landet, 300 km sydost om huvudstaden Mexico City. Colonia los Pinos ligger 1 256 meter över havet och antalet invånare är 141.
Terrängen runt Colonia los Pinos är bergig åt nordväst, men åt sydost är den kuperad. Terrängen runt Colonia los Pinos sluttar norrut. Runt Colonia los Pinos är det ganska tätbefolkat, med 56 invånare per kvadratkilometer. Närmaste större samhälle är San Bartolomé Ayautla, 7,9 km norr om Colonia los Pinos. I omgivningarna runt Colonia los Pinos växer i huvudsak städsegrön lövskog.